# Melanoptilon ruptimargo
Melanoptilon ruptimargo là một loài bướm đêm trong họ Geometridae.